# Histanocerus cochlearis
Espèce
Histanocerus cochlearis est une espèce de coléoptères de la famille des Pterogeniidae.

## Répartition et habitat
Cette espèce est décrite de Nouvelle-Guinée.

## Taxinomie
L'espèce est décrite en 1992 par les entomologistes Daniel Burckhardt et Ivan Löbl.